# Duché-d'uzès (AOC)
Le duché-d'uzès est un vin français d'appellation d'origine contrôlée faisant partie du vignoble de la vallée du Rhône. Située à l’extrême sud-ouest de la vallée du Rhône, au nord-ouest des costières-de-nîmes et au sud des Cévennes, cette appellation produit principalement des vins rouges, rosés et blancs. Ces vins n’ont intégré les AOC qu’en 2013. Ils étaient jusqu'alors labellisés en tant qu'indication géographique protégée.

## Histoire

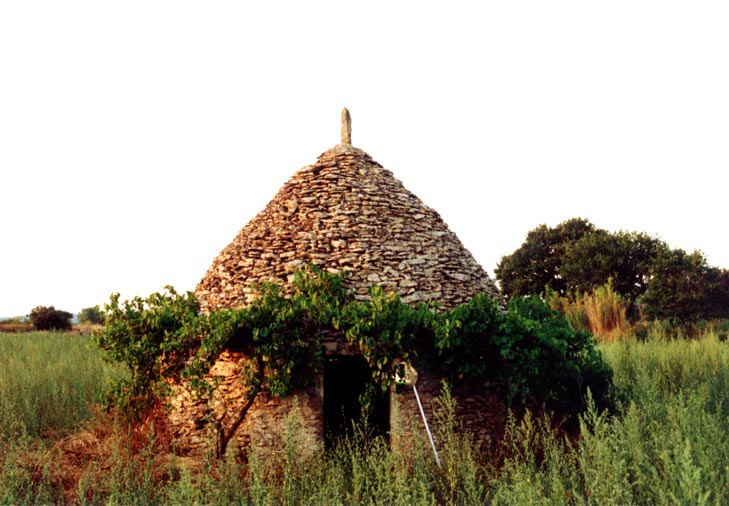
Capitelle d'Uzès et sa treille, un héritage de la colonisation romaine

Textes et fouilles archéologiques ont confirmé que sur la rive droite du Rhône, avant que ne soit fondée la Narbonnaise une viticulture s'était développée. Les vignes y étaient alors conduites en gobelets, mode cité par Columelle, tout comme dans les Pouilles, région sous influence grecque. Pline le confirme quand il explique : « Dans quelques contrées, la vigne, peu riche en branches, et grosse parce qu'elle est courte, se soutient sans appui. Les vents s'y opposent dans quelques localités : en Afrique, par exemple, et dans quelques cantons de la Narbonnaise ». Mais la colonisation romaine y imposa rapidement le hautain et la vigne fut conduite et taillée de façon arbustive, en treille, en pergola et, bien sûr, en ayant des arbres comme point d'ancrage. Désormais, il y eut aussi des vignes ne dépassant pas la hauteur d'un homme, qui, appuyées sur des échalas, formaient des treilles. Et celles qui s'obstinaient à ramper furent conduites de manière à répandre « leur feuillage touffu assez au loin pour ombrager des cours entières ».

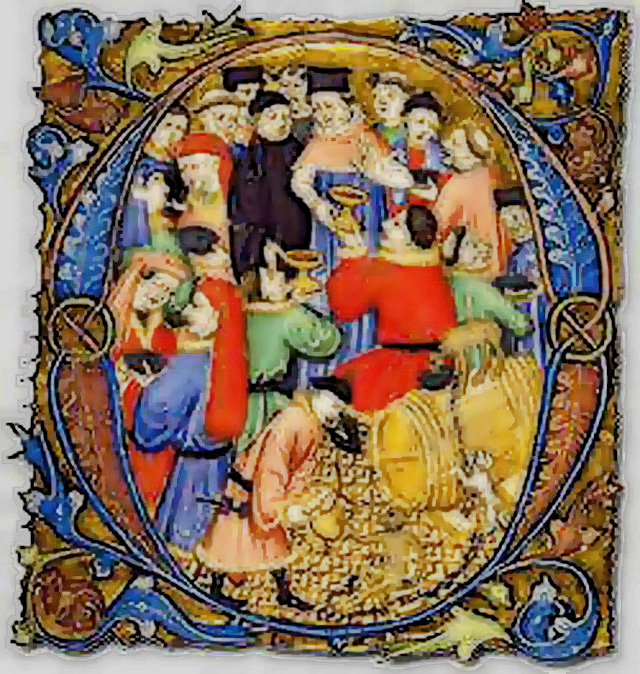
Vin d'honneur médiéval

Au Moyen Âge, le clergé chrétien (abbés et évêques) a des besoins importants tant pour le culte que pour l'hospitalité aux voyageurs et pèlerins. Le vin de l'évêque d'Uzès est aussi un vin d'honneur, qu'il fait servir à ses hôtes prestigieux. À cette époque l’évêché produisait un vin blanc remarquable qui a d’ailleurs donné naissance à un proverbe provençal. « A volon gagna la vigno de mousso d’Uzès » (On veut gagner la vigne de Monsieur d’Uzès). 
« Au XVe siècle, la vigne est cultivée sur les versants ensoleillés conquis sur la garrigue, dans des enclos ceints de murs en pierres sèches qui protègent des troupeaux mais aussi délimitent la propriété ». Déjà il est fait mention d'un vignoble de qualité. Jean Racine, en séjour chez son oncle Antoine Sconin, vicaire général d'Uzès, disait de ce vin « qu'il était le meilleur du Royaume. ».
Dans la sénéchaussée de Beaucaire la viguerie d'Uzès fut divisée en deux. Il y eut la viguerie haute ou Cévennes, et la viguerie basse qui prit le nom de la Côte du Rhône. Si cette dernière circonscription judiciaire et administrative désigna ensuite les vins des côtes-du-rhône, la viguerie haute correspondait aux actuels vins du duché d'Uzès. 

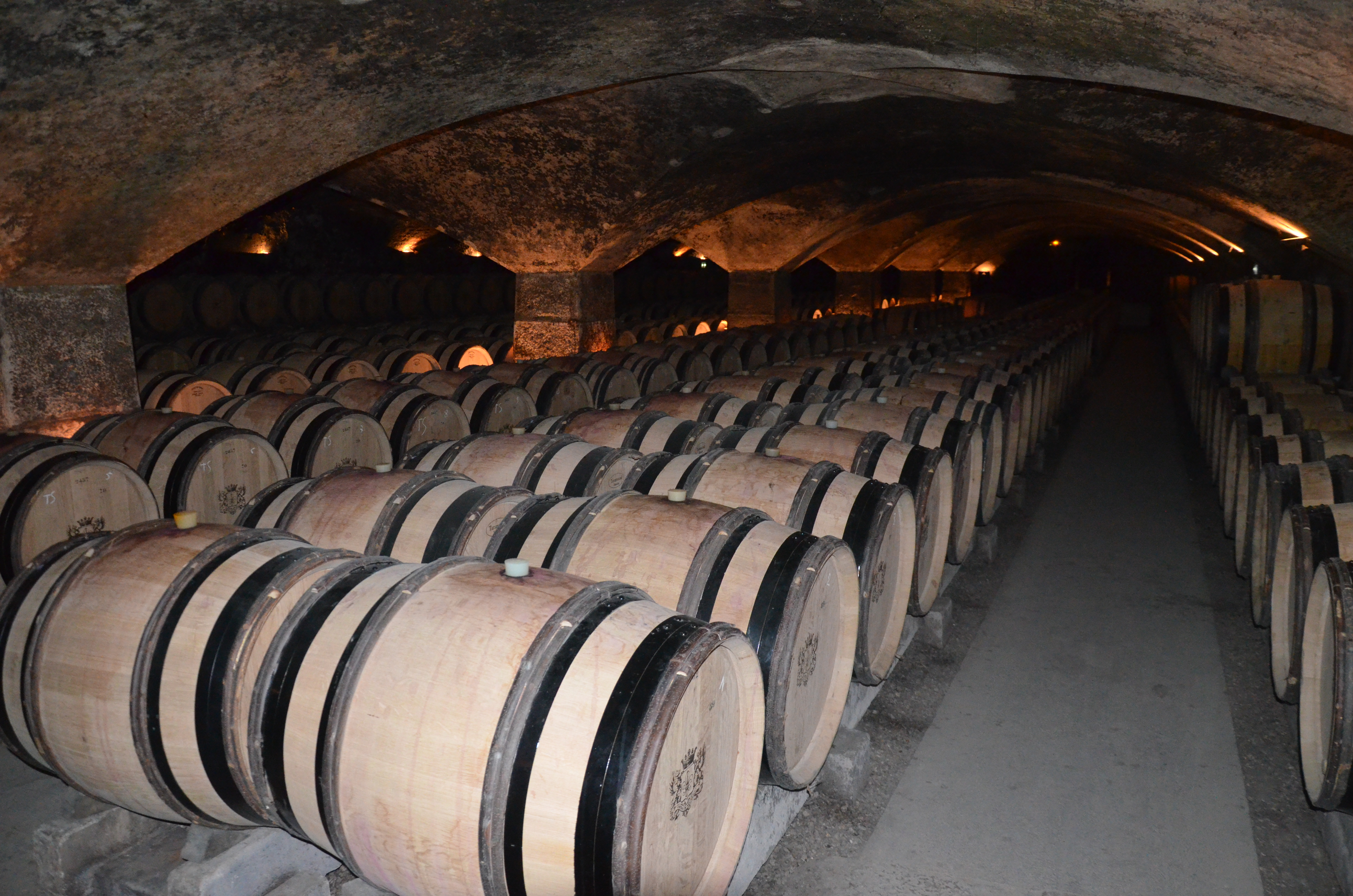
Cave de l'Uzège

À partir de 1989, les viticulteurs de l'Uzège œuvrèrent pour obtenir l'AOC, appellation basée sur un cahier des charges strict pour obtenir un vin de haut de gamme et de très grande qualité qui nécessitait des investissements lourds.
Le 29 juin 2012, le comité national de l'INAO a donné un avis favorable à la reconnaissance en AOC du duché d'Uzès, ces vins étant jusqu'alors reconnus en indication géographique protégée (IGP). La nouvelle AOC concernait 77 communes du département du Gard.

## Situation géographique

### Orographie
Le vignoble du Duché d’Uzès a été implanté au cœur de la région des garrigues sur des coteaux bien exposés au soleil.  Au nord de cette zone, le massif de Lussan culmine au mont Bouquet à 630 mètres. À l’Est et au Sud, le vignoble est séparé par de vastes plateaux calcaires, souvent boisés, des pays de Nîmes, de Sommières et de la Vallée du Rhône. 

### Géologie
Les formations géologiques ressemblent à une mosaïque. On y trouve des grès, des marnes, des galets, des éboulis, des alluvions anciennes, des calcaires durs. La variété de ces formations fait la force du vignoble,.

### Climat
Ce terroir viticole jouit d'un climat méditerranéen, atténué par la présence des contreforts des Cévennes qui limitent cette influence. On observe de forts contrastes de température, avec une diminution de un à deux degrés de la température moyenne entre le Sud-Est et le Nord-Ouest de la zone d'appellation.

## Vignoble

### Présentation

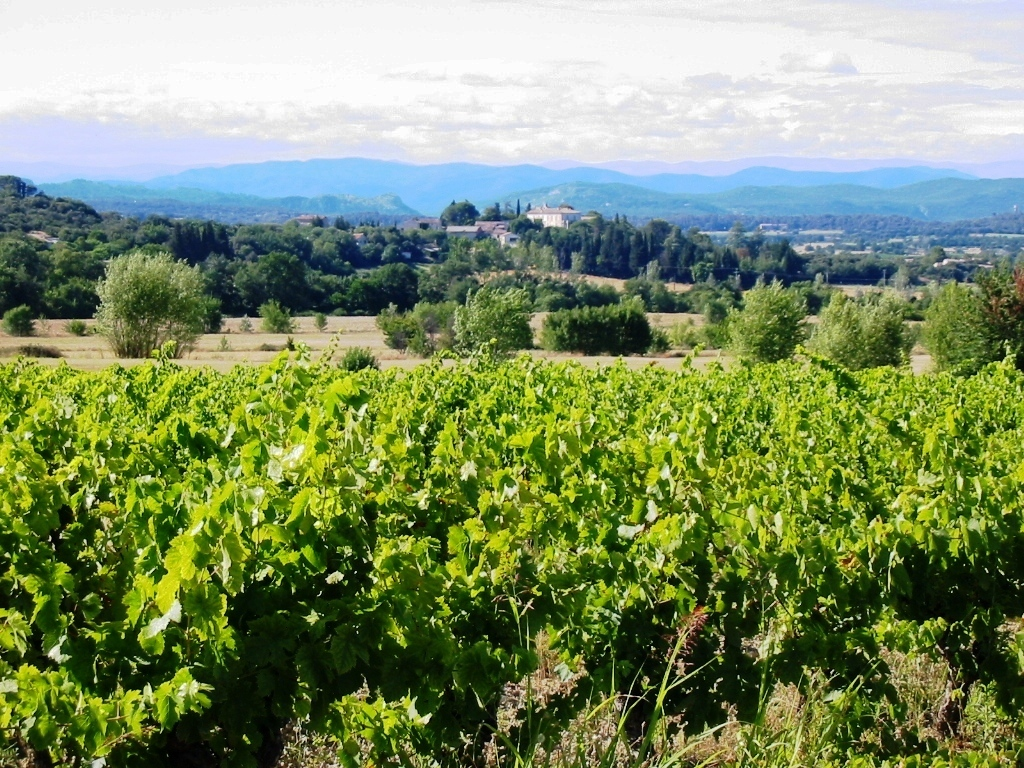
Puechredon au milieu de ses vignes

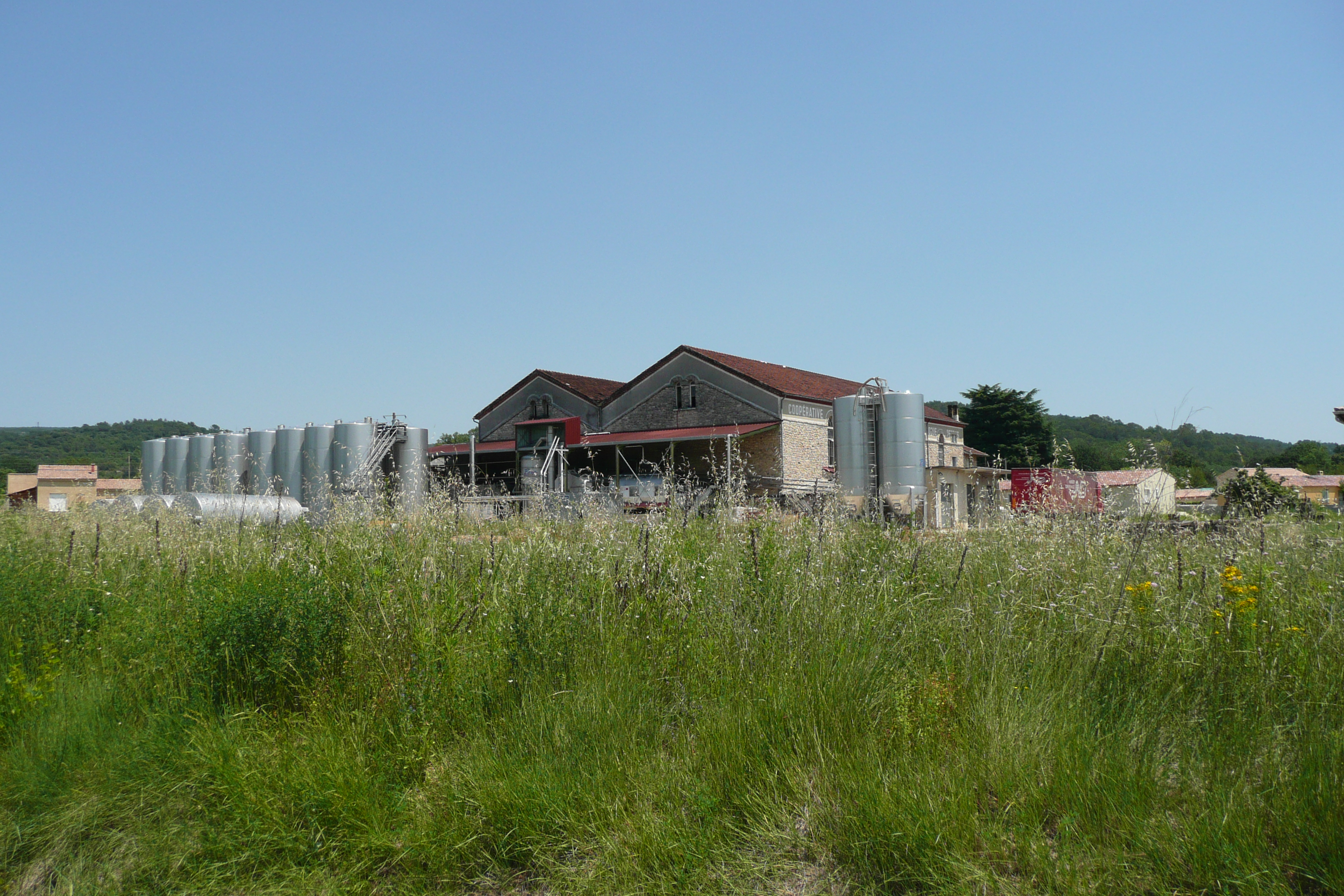
Cave des vignerons à Saint-André-de-Roquepertuis

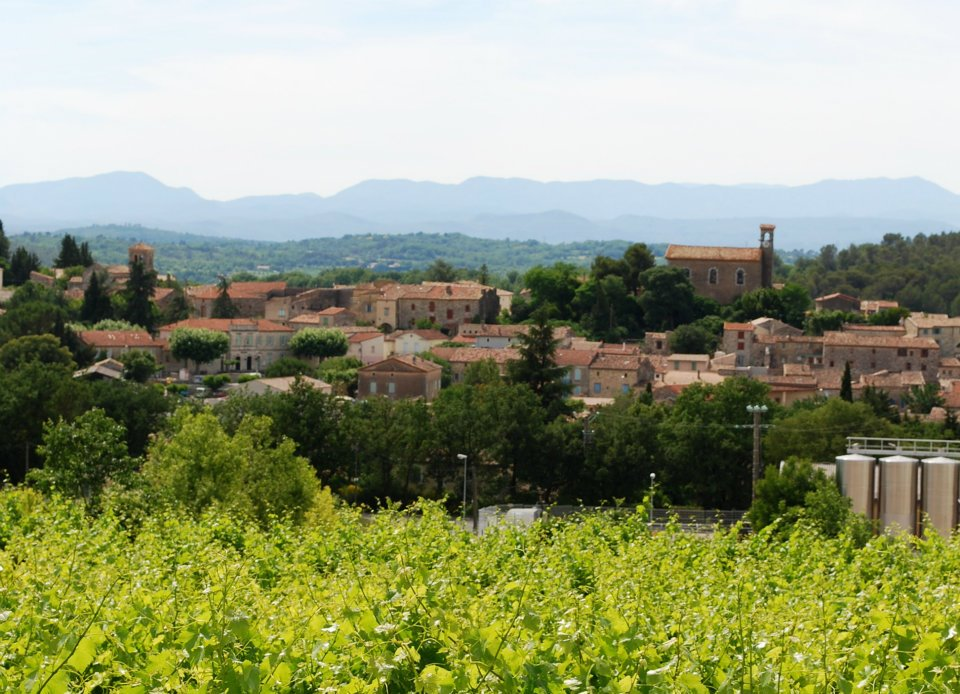
Saint-Maurice-de-Cazevieille et son vignoble

Les communes suivantes peuvent revendiquer l'appellation pour leur vignoble : Aigaliers, Aigremont, Arpaillargues-et-Aureillac, Aubussargues, Bagard, Baron, Belvézet, Blauzac, Bourdic, Bragassargues, Brignon, Canaules-et-Argentières, Cardet, Cassagnoles, Castelnau-Valence, Collorgues, Cruviers-Lascours, Dions, Durfort-et-Saint-Martin-de-Sossenac, Flaux, Foissac, Fons, Fontarèches, Fressac, Gajan, Garrigues-Sainte-Eulalie, Goudargues, La Bastide-d'Engras, La Bruguière, La Calmette, La Capelle-et-Masmolène, La Rouvière, Lédignan, Lézan, Logrian-Florian, Martignargues, Maruéjols-lès-Gardon, Massanes, Massillargues-Attuech, Monoblet, Montaren-et-Saint-Médiers, Moussac, Ners, Puechredon, Ribaute-les-Tavernes, Saint-André-de-Roquepertuis, Saint-Bauzély, Saint-Bénézet, Saint-Césaire-de-Gauzignan, Saint-Chaptes, Saint-Christol-lès-Alès, Saint-Dézéry, Sainte-Anastasie, Saint-Félix-de-Pallières, Saint-Hippolyte-de-Montaigu, Saint-Jean-de-Ceyrargues, Saint-Jean-de-Crieulon, Saint-Jean-de-Serres, Saint-Jean-du-Pin, Saint-Laurent-la-Vernède, Saint-Maurice-de-Cazevieille, Saint-Maximin, Saint-Nazaire-des-Gardies, Saint-Quentin-la-Poterie, Saint-Siffret, Saint-Théodorit, Saint-Victor-des-Oules, Sanilhac-Sagriès, Sauve, Savignargues, Serviers-et-Labaume, Seynes, Tornac, Uzès, Vallabrix, Verfeuil, Vézénobres.

### Encépagement
Les rouges et les rosés sont élaborés à base des variétés suivantes, en cépages principaux : Grenache noir et Syrah ; en cépages accessoires : Carignan, Cinsaut et Mourvèdre .
Les blancs assemblent en cépages principaux : Grenache blanc et Viognier ; en cépages complémentaires : Marsanne, Roussanne, Vermentino ; en cépages accessoires : Clairette et Ugni blanc .

### Méthodes culturales et réglementaires
Les vins du Duché d’Uzès, vins d’assemblage, sont déclinés dans les trois couleurs. Le vignoble s'étend sur 282 hectares et produit entre 10 602 hectolitres et 9 000 hectolitres soit environ 1,2 million de bouteilles.
Les densités de plantation sont fixées entre 3 500 pieds et 4 000 pieds à l'hectare. Quant au rendement, il est passé pour les vins rouges à 48 hl/ha au lieu des 55 hl/ha en IGP et reste à 55 hl/ha pour les blancs et les rosés. 

### Terroir et vins
Dès 1985, un zonage des potentialités viticole a permis de cartographier des unités homogènes de terroir et d’orienter les plantations pour adapter et optimiser les cépages pour la production en AOC,.
Les rouges (58 % de la production pour le millésime 2016) sont des vins colorés et puissants, épicés et fruités, souvent marqués d’une pointe de réglisse, de poivre ou d’olive noire,. 
Les rosés (17 % de la production pour le millésime 2016) sont frais et vifs, à la robe pétale de rose, teintée de violine, ils exhalent à l'agitation des notes de fruits mûrs. Ces vins sont aussi marqués par des arômes de fleurs blanches et de baies rouges. 
Les blancs (25 % de la production pour le millésime 2016) se présentent dans une robe dorée. Ce sont des vins très aromatiques avec des notes d’abricot et de fruits secs aux riches accents d’agrumes. Par une sélection très spécifique des cépages bien adaptés aux différents terroirs, les vignerons ont fait mentir la tradition qui voulait que la vigne ici ne produise que du rouge ou du rosé.  

## Production

### Structure des exploitations
L’appellation concerne une dizaine de caves coopératives et une quarantaine de caves particulières.

### Producteurs
Caves et domaines de l’appellation :
- Aigremont – Mas des Volques,
- Arpaillargues – Domaine Deleuze Rochetin,
- Aubussargues – Clos Galant,
- Aubussargues – Mas Chabalier,
- Baron – Les Vignes de l’Arque,
- Blauzac – De Grappe et d'O,
- Blauzac – Domaine de Malaïgue,
- Blauzac – Les Lys,
- Bluzac – Mas Pellier,
- Bourdic – Domaine Chabrier Fils,
- Bourdic – Domaine Le Petit Malo,
- Bourdic – Domaine Perdrix Lasouche,
- Bourdic – Les Collines du Bourdic,
- Bragassargues – Château de Roux,
- Castelnau-Valence – Domaine du Chêne,
- Durfort – Durfort, La Cave,
- Foissac – Les caves d'Euzet,
- Fons – Domaine des Coudérousses,
- Gajan – Mas de la Baraque,
- Monoblet – Domaine Le Sollier,
- Montaren et Serviers – Les Vignerons de Montaren Serviers,
- Moussac – Les Celliers des trois tours,
- Pougnadoresse – Villesseche et fils,
- Pouzilhac – Château Panéry,
- Ribaute les Tavernes – Domaine Camp-Galhan,
- Saint Chaptes – La Tour de Gâtigne,
- Seynes – Domaine de Coulorgues,
- St Gély –  Les Vignerons de St Gély,
- Saint Jean de Crieulon – Domaine de Comiac,
- Saint Jean de Serres – Domaine de l'Orviel,
- Saint Laurent la Vernède –  Domaine Natura,
- Saint Maurice de Cazeveille – Cave St Maurice,
- Saint Maximin – Domaine de l'Aqueduc,
- Saint Nazaire des Gardies – Château Puechlong,
- Saint Nazaire des Gardies – Mas des Cabrettes,
- Saint Quentin la Poterie – Agarrus,
- Saint Quentin la Poterie – Domaine Castelnau,
- Saint Siffret – Domaine Reynaud,
- Sainte Anastasie – Domaine Barnouin Bio,
- Sainte Anastasie – Domaine Reboul des St Pierre,
- Savignargue – Domaine du Grand Chemin,
- Uzès – Domaine Saint Firmin.
- Fressac— Domaine de la Lèque

### Type de vins et gastronomie
Les vins rouges et rosés sont marqués par une multitude d'arômes de fruits rouges et d'agrumes propres aux vins de la vallée du Rhône. Le bouquet des blancs est caractérisé par les douceurs de fruits blancs, ils sont à servir très frais.
Les arômes de cette AOC s’harmonisent particulièrement avec les truffes fraîches ou les préparations truffées.

### Commercialisation
À noter que les producteurs de l'appellation ont créé leur propre bouteille frappée de l'écusson du duché d'Uzès. De plus, ils ont choisi comme inter-profession référente Inter-Rhône dont le siège est situé à Avignon, alors que celui du CIVL (Comité intrerprofessionnel des vins du Languedoc) se trouve beaucoup plus loin, à Narbonne.